# Kwas ursodeoksycholowy
Kwas ursodeoksycholowy – organiczny związek chemiczny, naturalny kwas żółciowy, występujący w niewielkich ilościach w ludzkiej żółci. Znajduje zastosowanie głównie w terapii kamicy żółciowej.

## Mechanizm działania
Powoduje zwiększenie wydzielania żółci oraz zmniejszenia wchłaniania i wytwarzania cholesterolu (zmniejsza jego procentową zawartość w żółci). W ten sposób zapobiega tworzeniu się nowych kamieni żółciowych (a także powoduje rozpuszczanie już istniejących).

## Wskazania
- kamica żółciowa – leczenie i profilaktyka
- zaburzenia wydzielania żółci po usunięciu pęcherzyka żółciowego
- refluksowe zapalenie błony śluzowej żołądka
- pierwotne zapalenie dróg żółciowych

## Przeciwwskazania
- nadwrażliwość na lek
- żółtaczka mechaniczna
- ostre zapalenie dróg żółciowych
- ostre zapalenie pęcherzyka żółciowego
- zwężenie brodawki Vatera
- obecność kamieni żółciowych barwnikowych lub silnie uwapnionych
- czynna choroba wrzodowa
- ostre zapalenie trzustki
- żółciowa przetoka żołądkowo-jelitowa
- przewlekłe stany zapalne jelita cienkiego i grubego
- niewydolność wątroby

## Działania niepożądane
- biegunka
- świąd
- osutka
- pokrzywka
- nadmierna suchość skóry i łamliwość włosów
- dyspepsja
- metaliczny smak w ustach
- ból brzucha
- zaparcie

## Preparaty
- Biliepar
- Proursan
- Ursocam
- Ursofalk
- Ursopol